# El cielo en tu mirada
El cielo en tu mirada es una película colombo-mexicana de 2012, protagonizada por Danna García, Mane de la Parra, Aislinn Derbez y Jaime Camil, además cuenta con la actuación especial de Natalia Lafourcade. Fue prenominada para representar a México en los Premios Óscar.

## Sinopsis
José es un muchacho que nunca cree  en sí mismo. Tras morir y ser enviado al "cielo" redescubre quien era y que hay muchas formas de amar; que el destino lo formas tú mismo y que hay personas que te hacen creer y ser mejor. Entonces conoce a Abril, la mujer que le estaba destinada.

## Reparto
- Mané de la Parra como José Pereyra, un chico que planea entrar en un concurso de canto.
- Aislinn Derbez como Abril.
- Jaime Camil como Mateo Robles el agente de Pereyra.
- Danna García como Angélica María
- Juan Pablo Raba como Mario Domínguez, el prometido de Abril
- Natalia Lafourcade como Fernanda Domínguez la hermana de Mario
- Valerie Domínguez como Claudia - encargada de tienda de ropa.
- Renato López como Jerónimo Magaña contrincante de José en el concurso de canto.
- Verónica Jaspeado como la modista.
- Valentino Dávalos como Valentino.
- Samantha Gutiérrez como Samantha.